# Gravity (cântec de Zlata Ognevici)
Gravity este un cântec al interpretei ucrainene Zlata Ognevici. Melodia a câștigat selecția națională din Ucraina și a reprezentat țara la Concursul Muzical Eurovision 2013.